# Liebte der Osten anders? – Sex im geteilten Deutschland
Liebte der Osten anders? – Sex im geteilten Deutschland (englischer Titel: Do communists have better sex?) ist ein englisch- und deutschsprachiger Dokumentarfilm von André Meier aus dem Jahr 2006. Der Film, der am 27. November 2006 zum ersten Mal in der ARD gesendet wurde, vergleicht Sexualleben und Sexualmoral der Menschen in der Deutschen Demokratischen Republik und in der Bundesrepublik Deutschland.

## Inhalt
In dem Film wird versucht auf humorvolle Weise, aber auch mithilfe von Sexual- und Gesellschaftswissenschaftlern, die Frage zu beantworten, ob Sex in der DDR oder in der Bundesrepublik besser war. Der Film besteht aus einer Collage aus historischen Aufnahmen, Auszügen aus Spielfilmen und Originaltönen von Historikern, Soziologen und Sexualwissenschaftlern. Verbunden werden diese Ausschnitte durch für den Film erstellte Cartoons, in denen stark vereinfacht gezeichnete Figuren mit viereckigen Köpfen die jeweiligen Landesbewohner symbolisieren.
Gleich zu Beginn des Films wird die These aufgestellt, dass die Häufigkeit von Orgasmen bei DDR-Frauen etwa doppelt so hoch gewesen sei wie im Westen. Insgesamt seien die DDR-Bürger aufgeklärter, selbstbestimmter und aktiver in ihrer Sexualität gewesen. Begründet wird dies im Folgenden mit dem kaum vorhandenen Einfluss kirchlicher Moralvorstellungen in der DDR, mit einem höheren Grad der Frauenemanzipation, aber auch mit dem Mangel an Ablenkung durch Pornographie oder Striptease, die in der DDR verpönt gewesen seien. Insbesondere der Gleichstellung von Frauen und Männern schreibt der Film einen großen Anteil an der liberaleren Sexualmoral in der DDR zu. Der Sexualwissenschaftler Kurt Starke sagt in einem Originalton, die Liebe habe in der DDR einen viel höheren Stellenwert gehabt als die Institution Ehe. Anders als in der Bundesrepublik waren fast alle Frauen berufstätig und somit finanziell unabhängig von einem Ehemann. Dadurch seien sie freier in der Partnerwahl gewesen, so der Film, und dies habe zu einer besseren Sexualität geführt. Verhütungsmittel seien leicht erhältlich gewesen und da Schwangerschaftsabbrüche bis zur 12. Woche ab 1972 straffrei waren, sei die Angst vor ungewollten Schwangerschaften nicht so groß gewesen wie in der Bundesrepublik. Es sei aber auch weniger problematisch gewesen, früh Kinder zu haben und zu heiraten, so der Kulturwissenschaftler Dietrich Mühlberg im Interview. Die Historikerin Dagmar Herzog beschreibt die sexuelle Revolution in der Bundesrepublik der 1970er Jahre zwar als befreiend, sie sei aber ein Großstadtphänomen geblieben, während in der DDR außer- und vorehelicher Sex immer mehr akzeptiert und praktiziert worden sei.
Der Film endet mit Bildern vom Fall der Mauer und dem Fazit, dass sich ost- und westdeutsche Sexualität nun wieder näher kommen werde – zumindest im Bett.

## Rezeption
„Nun halten die nimmermüden Erforscher des untergegangenen Arbeiter- und Bauern-Staates im Ersten Programm – das im Westen immer noch lieber gesehen wird als im Osten – den großen Spiegel der Aufklärung vor. Und, siehe da: Der Ost-Mensch war, summa summarum, in sexuellen Dingen glücklicher. Man war freier, kam früher, öfter und besser, so das Resümee der neuen Sendereihe Liebte der Osten anders? – Sex im geteilten Deutschland. Nach den 45 Minuten der Auftakt-Dokumentation kann der bis dato unaufgeklärte Mensch gar nicht anders als zu sagen: Ja, der Osten liebte wirklich besser. Wenn nur dieser blöde Sozialismus nicht gewesen wäre“